# Psilocladia loxostigma
Psilocladia loxostigma là một loài bướm đêm trong họ Geometridae.